# Du lịch Lào
Du lịch Lào là du lịch văn hóa, thắng cảnh nước Lào với những vùng núi hoang sơ cùng nhiều vùng quê thanh bình.

## Vùng du lịch Lào
Du lịch Lào  được chia làm 7 vùng chính: Vientiane, Xiengkhoang, Luang Phabang, Thakhek, Savanakhet, Pakse và Champasak. Các điểm du lịch trong 7 vùng này là:
- Vientiane Xứ Lào là xứ Chùa. Tổng cộng Lào có 1.400 ngôi chùa. Do đó, tại đây nổi tiếng như cảnh quan That Luang và Chùa Phra Keo, Chùa Ông Tự, Chùa Sí Mương, Chùa Sisaket, Vườn Phật Suốn Xiêng Khuôn (tục gọi là Suốn Phụt tức Vườn Chư Phật), quần thể hàng trăm bức tượng đúc theo Phật thoại, trong vùng Thà-Đừa, cách Vientiane khoảng 25 km, gần cầu Hữu Nghị Lào-Thái.

Ở Vientiane có một ngôi chùa Việt tên Bàng Long, khá nguy nga. Từ chợ sáng trên đại lộ Lan Xang, đã thấy sừng sửng đài Anou Savary(đài chiến sĩ vô danh), sau 1975 được đổi tên thành Khải Hoàn Môn (Patu Xay), toạ lạc giữa bùng binh giới ranh phố Vientiane và khu vực That Luang. Đài Anou Savary được tạo dựng từ 1958, phần dưới và ngoài mô phỏng theo đài Arc de Triumphe tại Paris, phần trên và trong gồm những nét kiến trúc, phù điêu đặc thù Lào. Đứng trên tầng cao nhất của Anou Savary ta có thể thấy toàn diện cảnh quan Vientiane.
Con đường huyết mạch ở Vientiane là đường Sí Mương-Samsenthay, sầm uất trù phú, dấu ấn kiến trúc còn lại của thực dân Pháp chạy xuyên suốt từ khu That Khao lên trung tâm Ô-Điên – SengLao, ra đến vùng Si Khay – Wattay, rồi bỗng dưng ngừng lại, nhường cho kiến trúc cổ truyền Lào: Nhà sàn.
Vientiane nằm thoai thoải ven sông Mêkông. Bên kia bờ là tỉnh NongKhai (Thái Lan). Khúc sông nầy, năm 1994 chính phủ Úc đã tài trợ xây chiếc Cầu Hữu Nghị Lào-Thái(Lao-Thai Friendship Bridge) dài 1240m.  Chính nhờ chiếc cầu này mà đã ra mở ra hướng  phát triển mới cho du lịch 2 nước, kết nối hành lang Đông – Tây và mở ra sự phát triển cho ngành du lịch của cả ba nước Đông Dương.

Bờ sông Vientiane chưa được khai thác đúng mức, chủ yếu mới ở mặt hàng ăn, quán cóc. Quán cóc ven bờ sông Vientiane rất đa dạng về thực phẩm, với nhiều món ăn ngon và lạ miệng.
- Luang Prabang

Gồm có các điểm tham quan: Haw Kham,Wat Xieng Thong, động Pak Ou, mộ nhà khoa học Henri.
- Champasak Di sản văn hóa Wat Phu
- Vang Vieng Cảnh tuyệt đẹp của Đồng bằng Vang Vieng
- Xieng Khouang đặc biệt có Cánh đồng Chum

## Hình ảnh
Hình ảnh các điểm du lịch tại Lào 

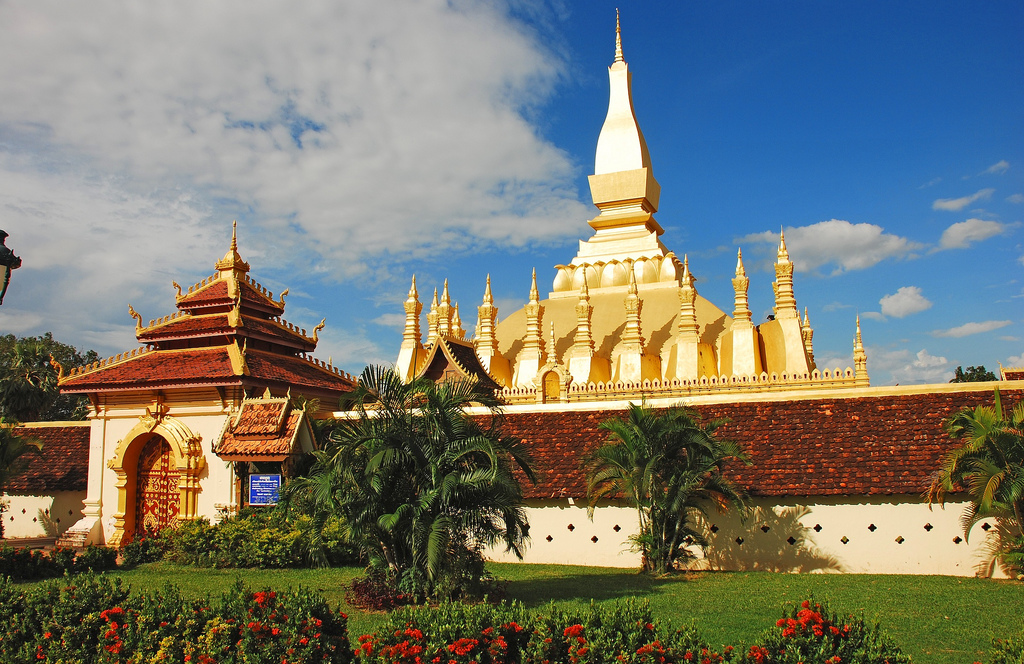
1. That Luang
3.Cung điện Hoàng Gia
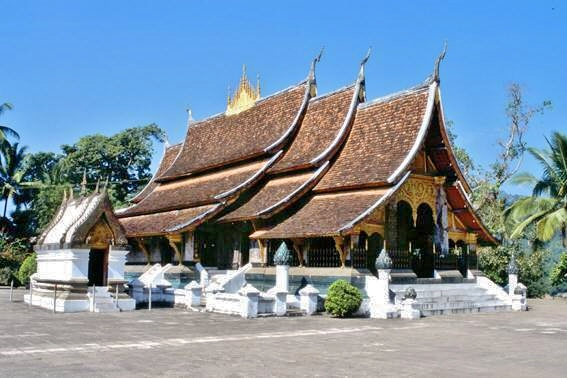
4. Chùa Xieng Tong
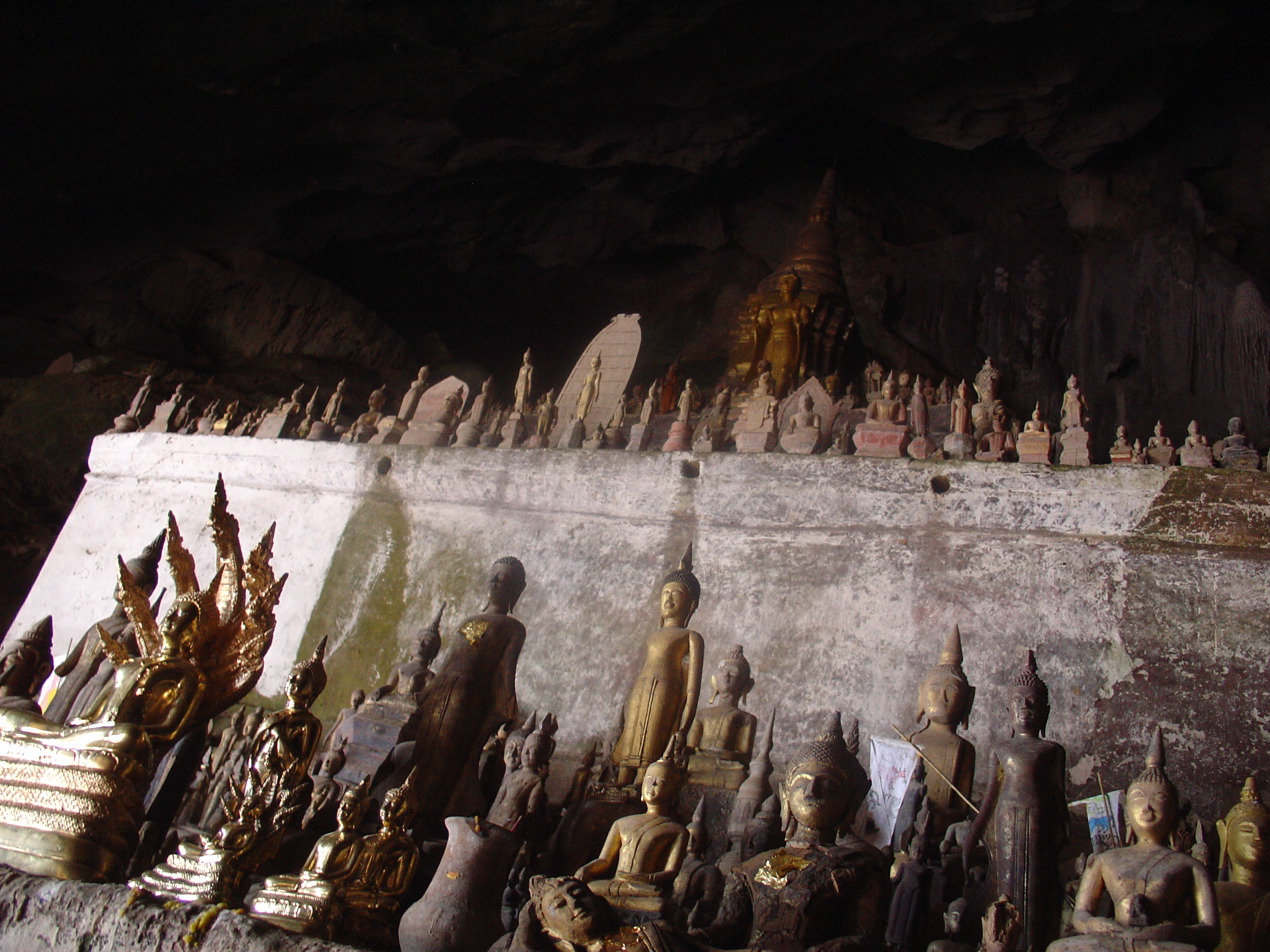
5. Hang Pak Ou
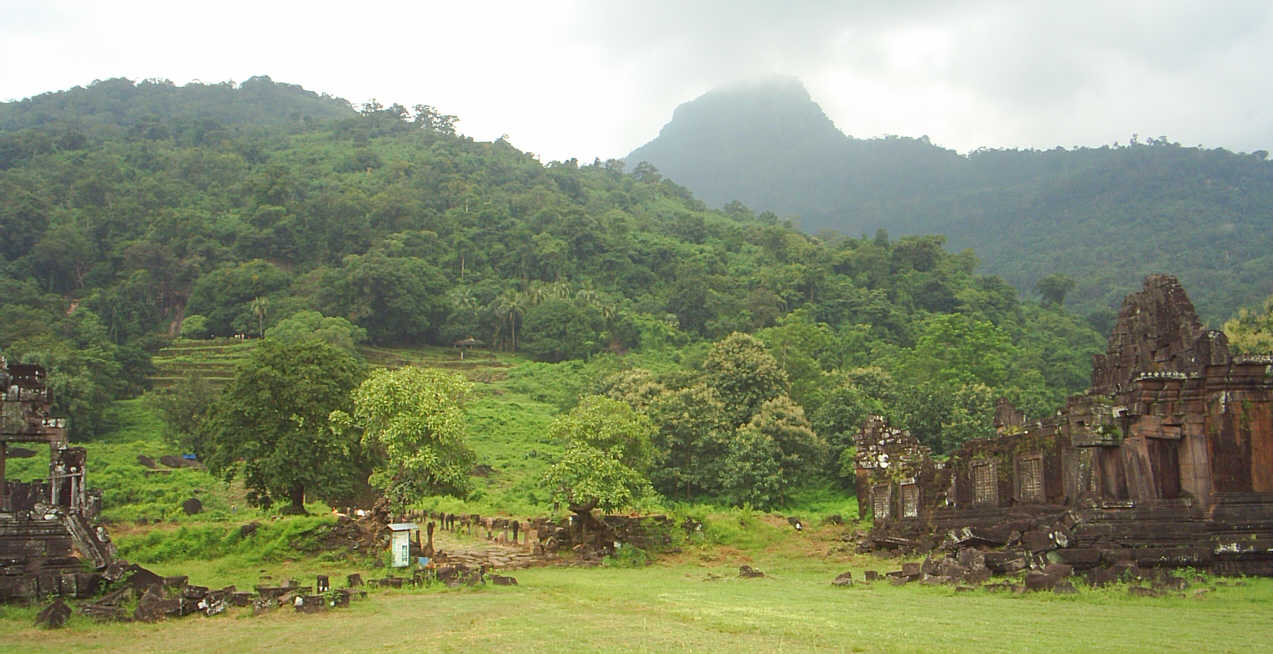
6. Di sản văn hóa thế giới Wat Phu
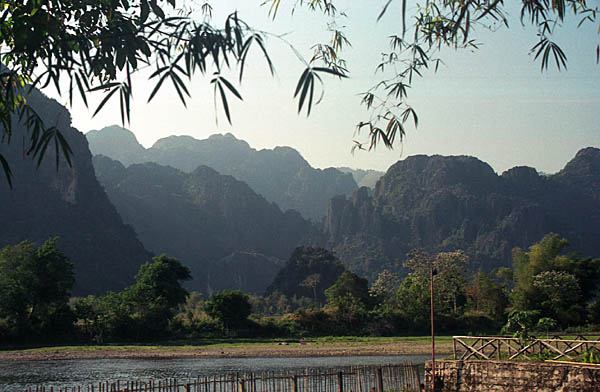
7. Phong cảnh Vang Vieng